# Cúmulo abierto M103
Descubierto por Pierre Méchain en 1781.
El cúmulo abierto M103 es una de las “últimas incorporaciones” (junto con M101 y M102) a su catálogo, el cual Charles Messier incluyó desde el informe de Pierre Méchain, aunque no tuvo ni ocasión ni tiempo para verlo antes de su publicación.
Harlow Shapley, quien clasificó M103 como un cluster ligero y pobre clasificándolo como tipo 'd', una vez dudó de su existencia y consideró que pudiese ser solo una agrupación accidental de estrellas sin ninguna relación física en distancias diferentes. Sin embargo, sabemos ahora que este es un cluster físico por el movimiento propio de sus estrellas. El número de miembros confirmados se ha pensado de 40 por Wallenquist, mientras Becvar ofrece 60, el Catálogo Celeste 2000.0 solo 25, y Archinal y Hynes (2003) ofrecen un número actual de 172 estrellas.
M103 es uno de los más remotos cúmulos abiertos en el catálogo de Messier, a una distancia de alrededor de 8.000 años luz (Wallenquist, Mallas/Kreimer, Burnham) o un poco más; el Catálogo Estelar 2000.0 ofrece 8500 (citado también, por ejemplo por Kenneth Glyn Jones y Robert Garfinkle), Pennington de 9.000 y el Manual del Observador del Cielo Nocturno de Kepple y Sanner de 9.200 años luz – esta incertidumbre se debe a la menor cantidad conocida de obstrucción para este cluster el cual reposa bien dentro de la banda de la Vía Láctea.
La apariencia de M103 está dominada por la estrella binaria no miembro Struve 131 (ADS 1209; componentes A, 7,3 mag, Sp B3, y B, 10,5 mag (o 9,9 mag, de acuerdo con Mallas/Kreimer), separada 13,8' en ángulo de posición de 142 grados, en 1956); sin embargo Herschel se ha referido siempre a esta doble estrella en el contexto de este cluster. Los dos miembros más brillantes del cluster, de alrededor de mag 10,5, son una B5 Ib súper gigante y una B2 III gigante. M103 contiene una estrella roja gigante, de tipo espectral M6 III, o gM6, y mag de 10,8. La gigante roja se muestra obvia en fotos a color del cluster como esta Imagen del Observatorio Nacional Kitt Peak. El lote de la secuencia principal de estrellas indica una edad de alrededor de 9 millones de años, de acuerdo con 'Estrellas y Clusters' de Cecilia Payne-Gaposhkin, mientras que el Catálogo Celeste 2000.0 ofrece un valor considerablemente más alto de 22 millones de años. Nuevos cálculos del Equipo Geneva de G. Meynet han ofrecido una edad de 25 millones de años para M103.
Adoptando una distancia de 8500 años luz, el diámetro angular de M103 de 6 arco minutos corresponde a 15 años luz de extensión linear. Este enjambre estelar se aproxima hacia nosotros a 37 km/s. Su Trumpler tipo se ha estimado en II,3,m (Trumpler, de acuerdo con Glyn Jones), III,2,p (Catálogo Celeste 2000.0) y II,2,m (Götz).
Con binoculares, el M103 es fácil de encontrar e identificar, y bien visible como un parche en forma de ventilador. Mallas establece que con un objetivo de 10x40 se pueden discernir las estrellas del cluster; sin embargo, esto se da solo bajo condiciones de buena visibilidad. El objeto no es fácil de identificar con telescopios porque es bastante ligero y pobre, y pudiera confundirse con grupos de estrellas o clusters en los alrededores. Pero los telescopios muestran muchas de las estrellas más tenues que lo componen.
Este cluster es bastante fácil de encontrar desde la estrella Delta de Casiopea o “37 Cassiopeiae“ (llamada Ruchbah), una estrella blanca-azulada de magnitud 2,7 y de tipo espectral A5 III-IV, 1/2 grado N y 1 grado E, cercano a la línea de Epsilon (Segin; mag 3,38, espectro B3 III). Situadas en la cercanía, están otros clusters abiertos, incluyendo Trumpler 1, NGC 654, NGC 659 y NGC 663. Este último se menciona como candidato a ser confundido con M103.
Nota: texto reproducido con la autorización del autor AstroSeti